# Le Cochon aux patates douces
Pour plus de détails, voir Fiche technique et Distribution.
Le Cochon aux patates douces est un documentaire français réalisé par Barbet Schroeder sorti en 1971.

## Synopsis
Dans la région du grand sud de la Nouvelle-Guinée australienne, les liens de deux tribus sont cimentés par le sacrifice et la consommation en commun d'un grand nombre de cochons sacrifiés pour l'occasion.
Un court film documentaire tourné pendant le tournage de La Vallée.